# Districtul Na Tan
Na Tan (în thailandeză นาตาล) este un district (Amphoe) din provincia Ubon Ratchathani, Thailanda, cu o populație de 34.735 de locuitori și o suprafață de 191,9 km².

## Componență
Districtul este subdivizat în 4 subdistricte (tambon), care sunt subdivizate în 64 de sate (muban).
| Nr. | Nume       | În thailandeză | Sate | Locuitori |  |
| --- | ---------- | -------------- | ---- | --------- |  |
| 1.  | Na Tan     | นาตาล          | 19   | 10,725    |  |
| 2.  | Phalan     | พะลาน          | 14   | 6,046     |  |
| 3.  | Kong Phon  | กองโพน         | 13   | 7,165     |  |
| 4.  | Phang Khen | พังเคน          | 18   | 10,799    |  |